# عودمولا
عودمولا Ood Moula روستایی است در شهرستان بروجرد در استان لرستان. این روستا در دهستان شیروان در بخش مرکزی این شهرستان قرار دارد.

## جمعیت
بنابر سرشماری مرکز آمار ایران، جمعیت این روستا در سال ۱۳۸۵، برابر با ۱۱۹ نفر بوده‌است که از این میان ۶۲ نفر مرد و بقیه زن بوده‌اند. عود مولا ۲۸ خانوار جمعیت دارد.